# Shrimati Audhradjie Ghisaidoobe
Shrimati Audhradjie Ghisaidoobe - Arjun Sharma (Hecht en Sterk, 22 juli 1940 - 14 maart 2010) was een Surinaams baithak-gana-zangeres. Ze werd wel de Baithak Gana Queen genoemd en stond bekend om haar zware krachtige stemgeluid. Ze heeft opgetreden in Suriname, Nederland, Frans-Guyana en India.

## Biografie
Shrimati Audhradjie Arjun Sharma werd geboren op de plantage Hecht en Sterk in Commewijne als oudste dochter en derde van zeven kinderen. Ze leerde op jonge leeftijd zingen van haar moeder. Met haar moeder en tantes ging ze mee naar feesten waar ze de liedjes leerde die Hindoestaanse vrouwen zingen op speciale momenten zoals bij geboorte, huwelijk en overlijden. Ze kende de liedjes voor alle zestien sanskars. Haar moeder overleed toen ze twaalf jaar oud was.
Ze trouwde op haar zestiende met pandit Shamnarain Ghisaidoobe, met wie ze vier dochters en twee zoons kreeg. Hij stimuleerde haar om door te gaan met zingen. Door de Hindilessen in haar kindertijd ging haar het schrijven van liedjes in deze taal gemakkelijk af. Vanaf 1963 zong ze in haar eerste band, Rishmi Narie Samaadj, en vanaf 1968 in Shri Shanti Narie Samaadj. Vervolgens richtte zij in 1975 haar eigen band Gaitrie Narie Samaadj op, die zij tot aan haar dood leidde. Zij begeleidde zich op het harmonium en werd op de dhol bijgestaan door haar zoons.
Ze bracht drie muziekalbums uit, in 1980, 1995 en 2002, en trad op in Suriname, Nederland, Frans-Guyana en India.  In de jaren 1980 leverde ze bijdragen aan workshops en televisieprogramma's van het Directoraat Cultuur, waarin ze haar kennis van traditionele vrouwenliederen overbracht. Hierdoor zijn veel oude liedjes bewaard gebleven voor volgende generaties. Ook legde Stichting Ohm Nederland haar optredens tijdens rituelen vast. Verder is een optreden van haar terug te zien in de film Wan Pipel (1976) van cineast Pim de la Parra.
Diverse instanties  hebben haar onderscheiden, zoals de regering op 4 juni 1998 met de eremedaille in goud van de Ere-Orde van de Palm. In 2006 werd ze tijdens Internationale Vrouwendag onderscheiden met een Gouden Award als Voorbeeldvrouw voor de gemeenschap.
Bij elkaar had ze een muziekcarrière van 46 jaar naast haar werkzame leven in het planten en oogsten van rijst en het doen van de huishouding. In april 2010 overleed ze na een kort ziekbed. Shrimati Audhradjie Ghisaidoobe is 69 jaar oud geworden.